# Félix Malloum
Félix Malloum N’Gakoutou (født 13. september 1932 i Sarh, Tchad, død 12. juni 2009 i Paris, Frankrig) var en tchadisk politiker. Han var landets præsident 15. april 1975 – 23 marts 1979 samt regeringschef 15. april 1975 – 29. august 1978.

## Eksterne links
- General Malloum Arkiveret 28. september 2007 hos  Wayback Machine
- Africa database Arkiveret 25. august 2006 hos  Wayback Machine